# Teck de Java

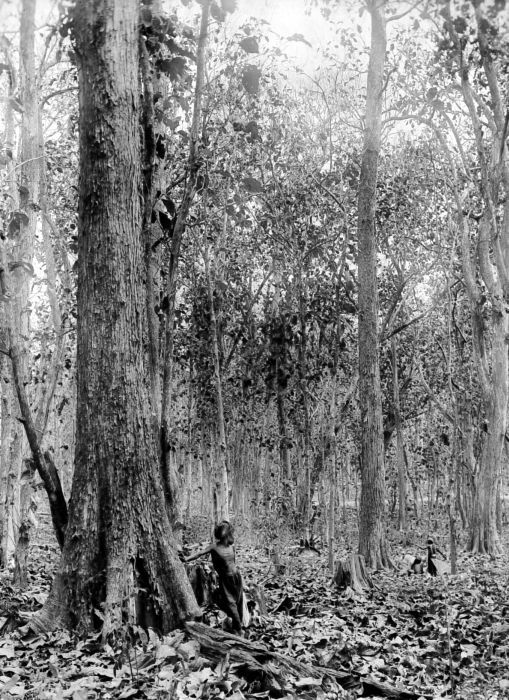
Djatibos te Rembang. 1900-1940. Collectie Stichting Nationaal Museum van Wereldculturen. Tropenmuseum.

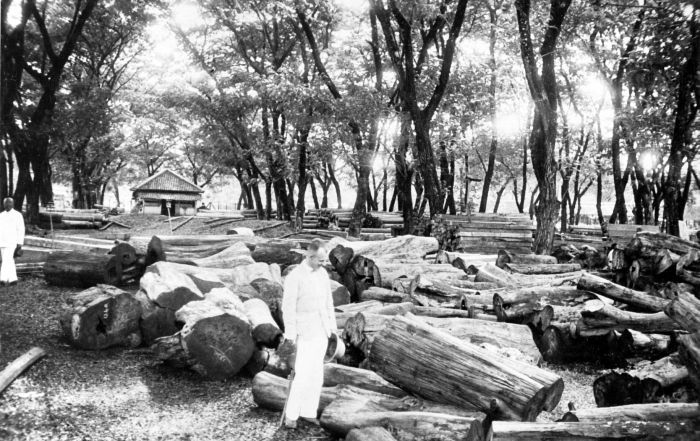
Djati sur un parc à grumes (stapelplaats). Pati, Java central. 1930. Tropenmuseum.

Java est le plus gros producteur de bois de teck. Java (600 000 m3), avec l’Inde et le Myanmar, assure l’essentiel de la production mondiale annuelle de bois de teck, qui est de l’ordre de 2 millions de mètres cubes. La forêt de teck surexploitée est au cœur de différentes préoccupations sociales et environnementales.

## Histoire
Selon Altona (1922), le teck (djati en indonésien, le mot est repris par la littérature européenne) aurait été introduit à Java vers l'an 200 par des Indiens adeptes de Vishnu pour lesquels le teck était sacré.
L'exploitation du teck à Java est un enjeu de première importance pour la marine néerlandaise à partir du début XVIIe siècle, qui lui permettra d'accroître son influence sur l'Insulinde.
Une politique de gestion des forêts est instaurée en 1620 par la Vereenigde Oostindische Compagnie, lorsque Batavia est fondée sur l'île de Java. Un garde forestier est nommé et une taxe sur le bois coupé est instaurée. De telles politiques de régulation de la forêt étaient déjà implantées avant les Hollandais, et les nouvelles mesures hollandaises ne seront pas suivies partout, puisque par exemple, un édit du sultan de Mataram en 1659, se réserve une forêt de Mandalika (en), notamment pour la production de mâts. L'exploitation du teck est instaurée par les Hollandais dès 1613, à partir du comptoir de Japara. La royauté de Mataram, jouera d'influence pour freiner ce commerce. La première guerre de Succession javanaise qui établit, soutenu par la VOC, Pakubuwono Ier comme souverain permet à la VOC d'étendre son influence. Elle se voit également autorisée à implanter des chantiers navals là où elle le désire. Un système de travail forcé appelé blandong est instauré pour exploiter les forêts locales alors que la VOC augmente son emprise sur l'île. En 1743 elle obtient la prise de contrôle sur toutes les forêts de l'île. Les forêts de teck régulièrement exploitées vont diminuer de la même façon, et la construction navale (en plus de la construction de maisons, la production de charbon de bois et le défrichage agricole) y joue un rôle non négligeable : pour la seule année 1779, 104 bateaux sont construits à Java par la Compagnie, dont le plus gros jauge 1 200 tonnes. Une harangue de Dirk van Hogendorp fin XVIIIe siècle concède toutefois que la forêt javanaise reste l'espoir de reconstruction d'une VOC sur le déclin. Une série de décrets promulgués par Herman Willem Daendels entre 1808 et 1811 marque la première prise en considération durable de la forêt javanaise.

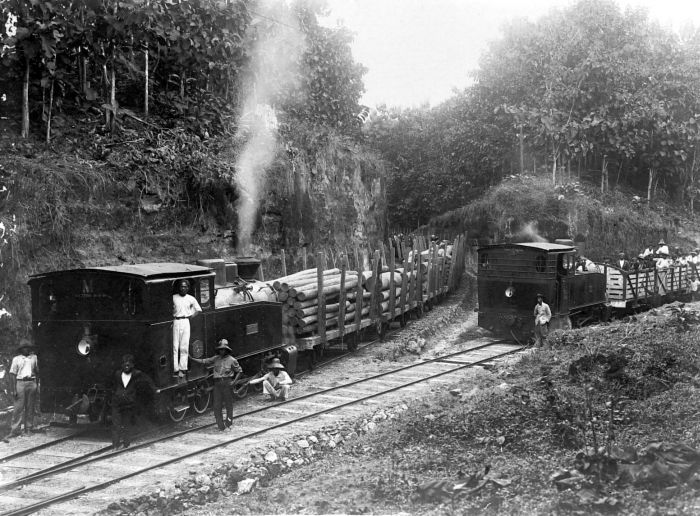
Trains pour le transport du teck. 1937. Java central.

Un rapport de Jan Willem Hugo Cordes, décrit l'état de la forêt javanaise, vers 1875:
« Les deux plus grands fleuves de Java le Kali Solo et le Kali Branlas traversent les plus belles forêts de djati de l'île. Ces forêts ont été malheureusement réduites et ne présentent plus que des tronçons séparés. Ce sont surtout les parties voisines du fleuve qui ont été le plus maltraitées. Les plus grandes forêts sont celles de Blora, de Bodjonegoro et de Temaijang dans la résidence de Rembang. Les plaines et les collines dépouillées ont été livrées à la culture sur les côtes et le long des rivières les forêts de djati ont fait place à des champs de riz d'une grande fertilité.
Les forêts de djati de Chéribon ont presque entièrement disparu. »

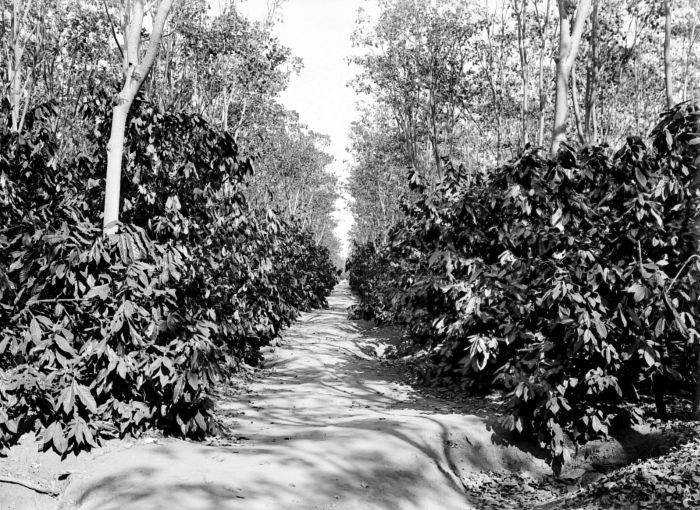
Culture des cacao à l'ombre des tecks. Java oriental.

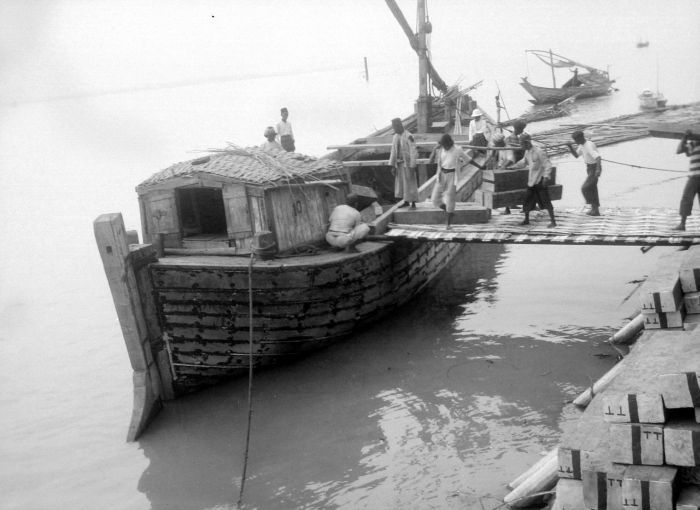
Embarquement des grumes équarries de teck vers 1900-1940

A Rembang, à Toeban, à Bantzar, la VOC avait élevé d'immenses chantiers de construction navale. Il n en reste plus que des ruines.
« On peut estimer à 6 000 kilomètres carrés l’étendue des forêts de djati à Java. Il n y a plus de forêts vierges à Batavia, à Bantam, à Banjoumaas, à Bagelen et à Kadou les cinq résidences de Java. On en trouve de très petites à Brawang, à Pekalongan, à Djoezocarte, à Pasourrouan, à Probolingo, à Banjouwangie et à Madoura. Celle de Madouro n'a pas plus de 800 kilomètres carrés et celle de Samarang 900 kilomètres carrés »

## Le teck de Java
Milieu XIXe siècle, le teck, appelé en néerlandais « djatiboom » ou « Indischen eik » (chêne indien), est appelé dans la langue de la cour javanaise  « kadjeng djatos » et dans le bas javanais, «  kajoe djati » (ware boom, arbre véritable).  D'autres noms arrivent par la distinction que font les Javanais par de la qualité et de la couleur du bois: le djatikapoer ou lime djati est une variété qui diffère par la couleur et s'appelle « djati songgoh » ou le djati vrai (« ware djati ») pour son excellence.  
Le bois de teck vient sur le marché en différentes qualités:
- Le « djati songgoh » est plus dur et plus lourd et est considéré comme adapté en particulier à la construction navale. La couleur du bois a différentes nuances allant du brun clair au brun foncé avec une teinte de violet qui change parfois en rouge ou en noir.
- tronc avec des épines ou plutôt avec des écailles pointues, on l'appelle « djati duri » ou chêne épineux, mais dans son tissu et sa qualité il correspond au « djati songgoh » et convient parfaitement aux travaux de menuiserie.

Milieu XIXe siècle, le teck se trouve dans toutes les provinces orientales, à la fois dans la plaine et dans la montagne, mais généralement pas à plus de 1250 coudées au-dessus du niveau de la mer, dans des sols fertiles mais les plus vertueux et les mieux situés, dans les quartiers intérieurs de Samarang et Sidaijoo et principalement dans ceux de Blero, Djipang et Padangan. C'est un arbre élancé avec de larges et grandes feuilles desquelles on peut presser une sève rouge.

## Gestion des forêts
Créée en 1972 Perum Perhutani est une entreprise d'État qui a la gestion commerciale des forêts d'État de Java et de Madura. Elle est aussi chargée de mettre en œuvre des directives concomitantes en matière de bien-être social, de développement économique. Son fief s'étend sur 2,5 millions d'hectares et comprend 1,081 million d'hectares de forêt de teck dont 0,837 million d'hectares sont adaptés au système de coupe à blanc. 
Après la crise asiatique, Java a vu une flambée des exportations, suivie par un effondrement des prix à l'exportation. Des millions de paysans javanais vivent désormais aux côtés de terres forestières contrôlées par l'État dans l'une des régions agricoles les plus densément peuplées du monde. Parce que leur accès légal et leurs droits coutumiers à la forêt ont été sévèrement limités, ces paysans ont été poussés vers une utilisation illégale des ressources forestières.  Durant l'Orde Baru (en) de Suharto, « blandong  » devient synonyme d'exploitant forestier ou de bûcheron, et dans l'ère post-Suharto (en) d'exploitant forestier illégal,.
Les plantations de Java produisent, officiellement, environ 600 000 m3 de bois par an ; pour une production qui était de 800 000 m3 en 1997.